# プラハ (テキサス州)
プラハ（英語: Praha）は、アメリカ合衆国テキサス州ファイエット郡の非法人地域。フラトニアから東へ3マイルの農道1295号線沿いに位置し、国道90号線との交差点にほど近い。「テキサス州のチェコ人の首都」を自称し、しばし「母なるプラハ（チェコ語: Maticka Praha）」と呼ばれる。

## 歴史
元々はイギリス人入植者のジェームズ・C・ダフ（James C. Duff）、ウィリアム・クリスウェル（William Criswell）、リロイ・クリスウェル（Leroy Criswell）によってマルベリー（Mulberry）と呼ばれていた。なおホッテントットとしても知られていたが、これは地元の無法者集団を指していたと推定されている。
1854年、チェコ系移民のマティアス・ノヴァク（Mathias Novak）が100エーカー（0.4平方キロメートル）の土地を購入し、早朝のミサを執り行う家を建てた。ほかのチェコ系移民も続々と集まり、小さなコミュニティが誕生した。1858年、町は母国のプラハにちなみプラハと名付けられた。
その後数十年かけて、この小さな町はゆっくりと成長した。1865年、シトー会のジョゼフ・ビトフスキー（Joseph Bithowski）神父は小さな木造教会を建て、クリスマスの真夜中に初めてのミサを捧げた。
1868年には公立学校が設立され、1880年代までにはプラハには3つの店、レストラン、そして周辺の町を管轄する教区の中心となる新しい木造教会があった。1884年に郵便局が開設され、1896年にはチェコ・カトリック学校が設立された。
1873年、サザン・パシフィック鉄道が町の1マイル北に線路を敷き、フラトニアに駅を開業させると、ビジネスを奪われたプラハは徐々に衰退し始めた。1880年代の最盛期に人口は700人に達したが、20世紀に入る頃には100人を切り、1968 年までに人口は25 人にまで減少した。1906年に郵便局が、1973年に教会学校と公立学校の両方が閉鎖された。21世紀に入っても人口は回復せず、同水準を保っている。
不名誉にも人口に対する第二次世界大戦の戦死者の割合が全米で最も高い町で、1944年には9人が戦死した。町には戦没者を偲び3つの小さな礼拝堂が建てられた。

## 宗教
プラハ教区の住民は聖マリア被昇天教会のミサに出席している。聖マリア被昇天教会は1892年に完成したゴシック・リヴァイヴァル建築の壮大な教会で、アメリカ合衆国国家歴史登録財に指定されている。
1855年以来、毎年8月15日は聖母の被昇天祭りが開催されている。祭りではチェコポルカの音楽とチェコのケーキKolachが振る舞われ、チェコ人・スロバキア人を中心に5千人程の観光客が訪れる。